# Gymnoscelis varians
Gymnoscelis varians är en fjärilsart som beskrevs av Louis Beethoven Prout 1937. Gymnoscelis varians ingår i släktet Gymnoscelis och familjen mätare. Inga underarter finns listade i Catalogue of Life.